# 马克·卡文迪什

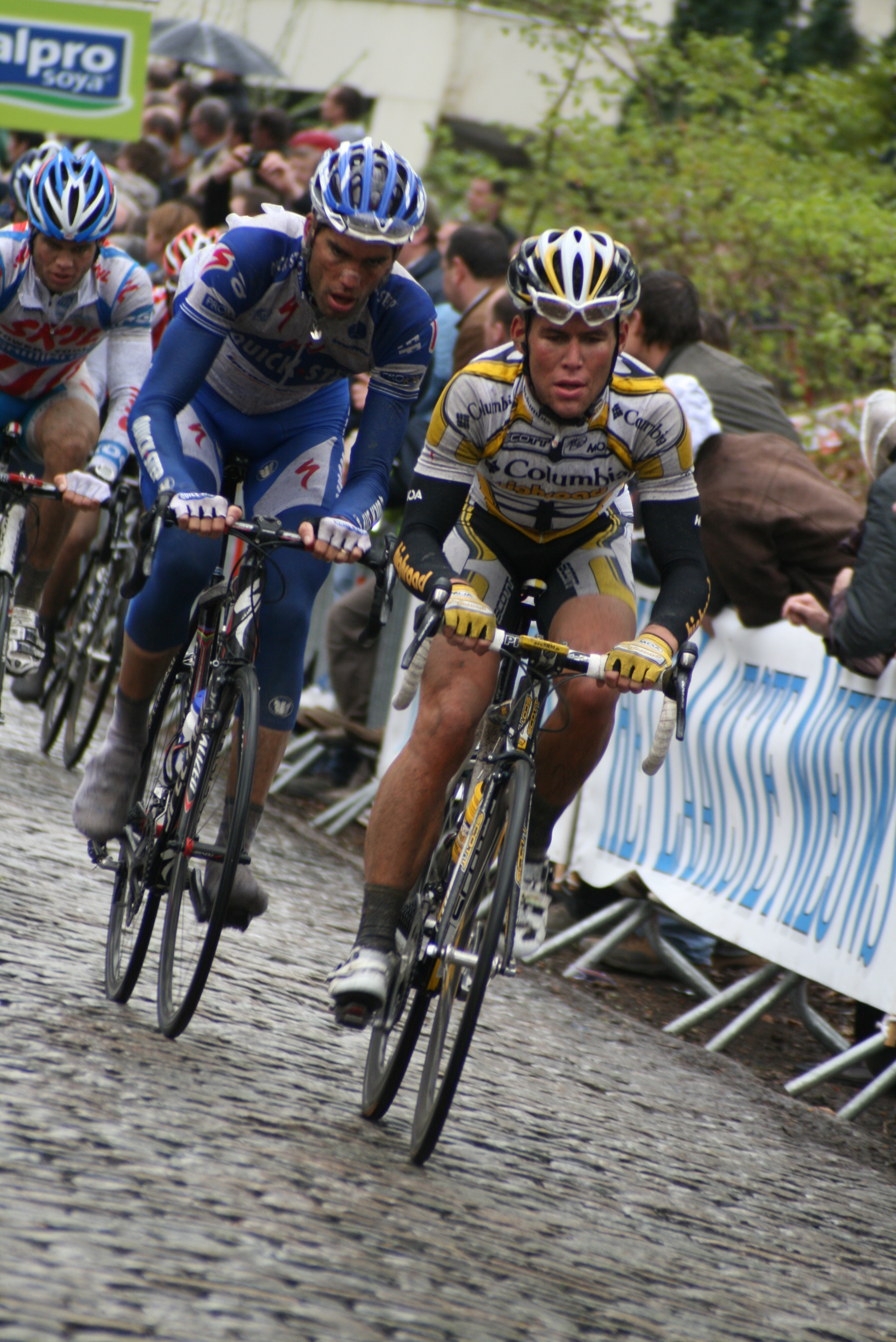
马克·卡文迪什

馬克·凱文迪許爵士，MBE（1985年5月21日—），是英国自行车运动员，專長在場地自行車及公路自行車，現效力於阿斯塔納車隊。卡文迪什是廿一世紀其中一位最成功的衝刺手，他職業生涯獲得三十五次環法單車賽分站冠軍，於2024年環法第五站獲得單站冠軍，超越艾迪·馬斯在1969至1975年間創下的三十四次分站冠軍紀錄，而他在环意自行车赛和環西自行車賽亦分別擁有三個及十五個分站。在2011年，卡文迪什在哥本哈根舉行的世界公路自行車錦標賽奪得世界冠军，登上職業生涯的頂峰。

## 生平
马克·卡文迪什生于英国马恩岛道格拉斯。他早年参加的是英国场地自行车队。

## 個人生活
2013年10月5日，卡文迪什在伦敦与模特佩塔-托德（Peta Todd）结婚，成为她前一段恋情所生儿子的继父。卡文迪什和托德共育有四个孩子。